# Горбенко Олександр Петрович
Олекса́ндр Петро́вич Горбе́нко (нар. 23 травня 1938, Київ — 2011, Канада) — український театральний режисер і педагог, заслужений артист УРСР (1972).

## Життєпис
1960 — закінчив Київський інститут театрального мистецтва (курс М. М. Карасьова).
Відтоді працював режисером-постановником у театрах Дніпра, Одеси (Одеський обласний академічний російський драматичний театр), Києва.
1964–1966 — головний режисер Житомирського українського музично-драматичного театру імені Івана Антоновича Кочерги.
1970–1977 — головний режисер Херсонського музично-драматичного театру. В Херсоні співробітничав також з Театром ляльок.
1977–1979 — головний режисер Дніпропетровського українського музично-драматичного театру імені Тараса Шевченка.
1979–1980 — головний режисер Львівського ТЮГу.
1980–1986 — головний режисер Київського театру кіноактора.
1986–1990 — головний режисер Ніжинського українського драматичного театру імені М. Коцюбинського.
1990–1996 — художній керівник циркового об'єднання «Зірки України» (Київ).
Водночас викладав у Київському інституті культури (1981–1984 та 1989–1996), Київському педагогічному інституті (1984–1989).
Виїхав до Канади.
Чоловік актриси Елеонори Верещагіної. Зять народного артиста СРСР Федора Верещагіна.

## Вистави
- 1961 — «Не судилось» М. Старицького
- 1964 — «Правда і кривда» за М. Стельмахом (поставлена 4 листопада 1964 вперше в Україні та СРСР)[3]
- 1968 — «Далекі вікна» В. Собка
- 1970 — «Мій бравий солдат Швейк» О. Лукашова, Д. Шевцова за Я. Гашеком
- 1971 — «Прапор адмірала» О. Штейна
- 1972 — «Оргія» Лесі Українки
- 1972 — «Дума про любов» за М. Стельмахом[4]
- 1977 — «Пісня в келиху» І. Кочерги
- 1979 — «Берег» Ю. Бондарева
- 1989 — «Криваве весілля» Ф. Ґарсіа Лорки
- 1990 — «Мина Мазайло» М. Куліша
- «Вій вітерець» Я. Райніса
- «Повія» П. Мирного
- «Пора жовтого листя» та «Дороги, які ми обираємо» П. Зарудного